# Irina Embrich
Irina Embrich, född Zamkovaja den 12 juli 1980, är en estländsk fäktare.

## Karriär
Embrich var en del av Estlands lag som tog guld i lagtävlingen i värja vid olympiska sommarspelen 2020 i Tokyo.
Vid VM 2025 i Tbilisi tog Embrich brons individuellt i värja efter att ha förlorat mot landsmaninnan Katrina Lehis i semifinalen.